# Bohatství

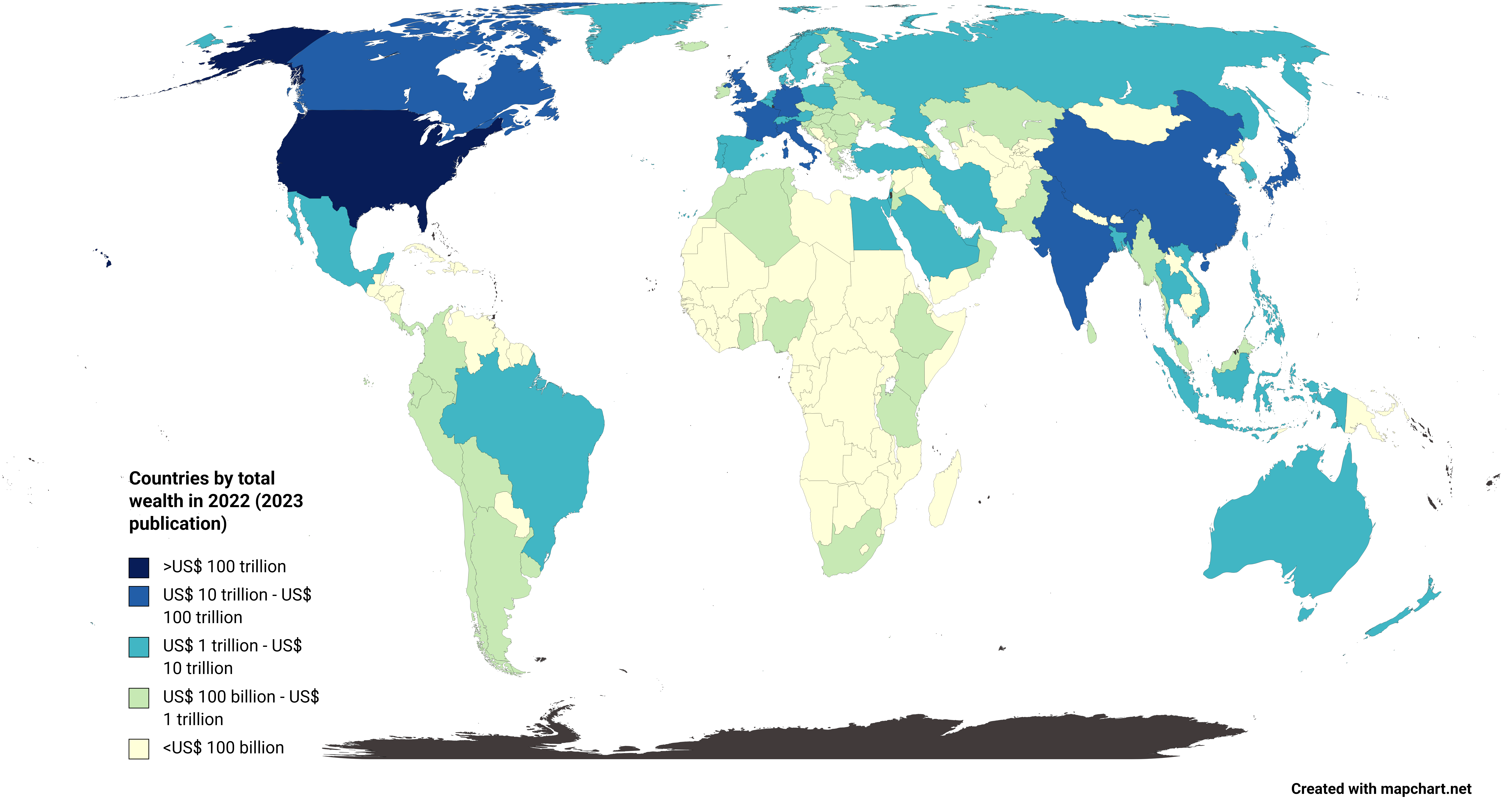
Země podle celkového bohatství (biliony USD), Credit Suisse (2022)

Bohatství je stav, kdy jedinec, skupina nebo společnost disponují dostatkem materiálních a/nebo nemateriálních prostředků a zdrojů, aby mohli uspokojit své potřeby a přání, a to bez zásadních omezení či kompromisů. Materiální bohatství zahrnuje peníze, majetek, spotřební zboží, ale také přírodní zdroje a suroviny, zatímco nemateriální bohatství může zahrnovat vzdělání, zdraví, mezilidské vztahy, kulturu a umění. V moderní společnosti jsou nejrozšířenějším způsobem měření bohatství peníze.

## Typy bohatství
Existuje několik typů bohatství, které lze klasifikovat podle jejich charakteristik a zdrojů. Některé z nich zahrnují:
1. Materiální bohatství – jedná se o nahromaděné fyzické aktiva a zdroje, jako jsou nemovitosti, peníze na bankovních účtech, akcie, dluhopisy, luxusní předměty a další fyzická aktiva.
2. Finanční bohatství – to jsou nahromaděné finanční prostředky, které lze použít k investování, nákupu aktiv nebo k placení výdajů.
3. Kulturní bohatství – jedná se o nahromadění vědomostí, zkušeností a kulturních hodnot, které mohou zlepšit kvalitu života lidí a jejich možnosti v oblasti společnosti.
4. Lidový kapitál – to je soubor znalostí, dovedností a zkušeností, které člověk může použít k dosažení osobních a profesionálních cílů a zvýšení svého příjmu.
5. Sociální bohatství – jedná se o nahromadění v podobě sociálních vazeb, sítí a vztahů, které mohou pomoci lidem dosáhnout svých cílů a zvýšit jejich sociální status.
6. Přírodní bohatství – to jsou zdroje, které příroda poskytuje, jako jsou země, voda, energie atd., které se používají k uspokojování potřeb lidstva.

Každý typ bohatství má své vlastnosti a může být použit k zlepšení kvality života lidí v různých oblastech.

## Historie bohatství
V 6. století př. n. l. se poprvé objevily mince v Lýdii, v dnešním Turecku, a během několika set let se rozšířily i do Evropy. Vznik mincí umožnil obyčejným lidem stát se ekonomickými aktéry a bohatství se tak již nemuselo nacházet pouze v rukou malé skupiny lidí, ale mohlo být rozděleno, vyměňováno a demokratizováno. Bohatství umožnilo jednotlivcům mít vliv na svět kolem sebe.
Po rozpadu Římské říše se rozšířil feudalismus. Bohatství v tomto systému bylo zásadní jako nástroj výkonu moci. Nejbohatší jednotlivci té doby nahromadili svůj majetek tím, že ovládali fyzické zdroje. Zatímco dnes mluvíme o měkké moci a vlivu, před tisíci lety znamenalo bohatství ekonomickou a fyzickou sílu.
Následující renesance byla obdobím obnovy krásy a umění, stejně jako méně oslavovaným obdobím zrození bankovnictví a makléřství. Pro posledně jmenované byl rok 1602 důležitým rokem, protože se uskutečnila první veřejná nabídka akcií Holandské východoindické společnosti. Tento rok také představoval odchod od feudalismu k novému ekonomickému systému: akcionářskému kapitalismu. Jak vysvětluje James Perry: „Příležitosti se staly tak velkými, že je nemohli financovat jednotlivci, takže se lidé spojili, aby sdíleli riziko a odměnu.“ To vedlo ke stoupajícímu počtu finančních zprostředkovatelů.
Bohatství již nebylo ovládáno jeho původci nebo vlastníky, ale jejich zástupci. Tato exploze akcionářského kapitalismu znamenala, způsobila vyřazení vlastníků ze systému. Jejich zástupci měli vůči nim pouze finanční povinnost. Skupiny akcionářů vedly k rozmachu ekonomiky. Není náhoda, že se akcionářský kapitalismus zrodil v době právního uznání filantropie. Takže zatímco generace bohatých byla zaměřena na individualismus, jiní si uvědomovali, že systém musí být vzájemně propojenější.
Role technologie byla zdůrazněna s nástupem industrializace. Mnoho úkolů bylo automatizováno a stroje nahradily některé pracovníky, zatímco jiní se specializovali. Specializace se stala rozhodujícím faktorem pro dosažení ekonomického úspěchu. Analýza bohatství se zaměřila na fyzický kapitál, což znamená kombinaci přírodního kapitálu (tj. surovin pocházejících z přírody) a kapitálu infrastruktury (tj. technologií umožňujících využití těchto surovin). Adam Smith vnímal tvorbu bohatství jako spojení materiálů, práce, půdy a technologie za účelem zisku.
Díky průmyslové revoluci v 18. a 19. století se bohatství stalo více spojené s průmyslem a technologiemi. To umožnilo masovou výrobu, což znamenalo, že větší množství lidí mohlo mít přístup ke zboží, což zase znamenalo více spotřeby a tedy i více zisku pro podniky. Bohatství se také stalo více globálním, protože se výroba rozšířila na celý svět a vznikla světová ekonomika. Dnes je bohatství mnohem komplexnější a rozmanitější, a zahrnuje například nehmotné bohatství jako jsou znalosti, značky a služby.

## Celosvětové bohatství
K přelomu roku 2021 celkové celosvětové bohatství dosáhlo odhadované částky 463,6 bilionů USD, což představuje nárůst o 9,8 % ve srovnání s rokem 2020. Pokud vezmeme v úvahu inflaci, reálný nárůst bohatství činil pouze 8,2 %. Bohatství každého dospělého člověka se zvýšilo na 87 489 USD. V roce 2021 nejvíce vzrostlo bohatství domácností v USA, Číně, Indii a Austrálii. Naopak, v důsledku oslabení místních měn vůči dolaru došlo ke snížení bohatství v zemích jako Japonsko, Itálie nebo Turecko. Nejbohatší zemí světa na jednoho obyvatele je Švýcarsko, následované USA a Hongkongem. Průměrné čisté bohatství na obyvatele činilo v roce 2022 v Česku 24 380 €, což je více než dvojnásobek oproti roku 2011. Čisté finanční bohatství Slovenska je ale pod 10 tisíci €.

## Bohatství ČR
Česká republika s hodnotou Hrubého domácího produktu 281 777 miliard $ v roce 2021 se nachází na celosvětovém měřítku na 48. místě a řadí se mezi středně vyspělé ekonomiky. Dluh ČR po první polovině roku 2022 dosáhl částky 2 707,7 mld. Kč, což je rovno 42,3 % HDP.
Podle výzkumného institutu Credit Suisse Research je v ČR vysoká majetková nerovnost a nízká příjmová nerovnost. Nejbohatší procento obyvatel pak vlastní stejné množství majetku jako „nejchudších“ 90 %.
Nejbohatším člověkem ČR pro rok 2022 se stala Renáta Kellnerová s rodinou a hodnotou majetku dosahujícího 382,9 mld. Kč. Celosvětově se nachází na 99. místě.

## Rozdělení bohatství
10 % nejbohatších dospělých na světě vlastní přibližně 85 % celosvětového bohatství domácností a hodnota Giniho koeficientu je 0.89. Stejné hodnoty by se dosáhlo pokud by se 1000 korun rozdělilo mezi 100 lidí tak, že 1 dostane 900 korun a zbývajících 99 pouze 1 korunu. Nejchudší polovina vlastní necelé 1 % světového bohatství. Koncentrace bohatství v rámci zemí se poměrně liší, ale obecně je velmi vysoká. Běžná hodnota Giniho koeficientu bohatství je kolem 0.7 a v některých zemích přes 0.8. I mezi velkými ekonomikami jsou rozdíly poměrně velké, kdy hodnota pro USA je 0.8 a například pro Japonsko 0.55. V České republice je Giniho koeficient majetku roven 0.75. Poměrně vysoká hodnota je téměř výhradně způsobena koncentrací bohatství u jednoho procenta nejbohatších. Giniho koeficient příjmové nerovnosti v ČR v roce 2019 byl roven 0.253 a dal by se zařadit mezi velmi nízké.

#### Covid-19
Ekonomická nerovnost v důsledku pandemie vzrostla a způsobila ztrátu několika let pokroku v boji proti chudobě. Oxfam odhaduje, že od začátku globální zdravotní krize se majetek deseti nejbohatších osob světa zdvojnásobil, zatímco příjmy 99 % světové populace utrpěly. Odhaduje se, že více než 160 milionů lidí se dostalo do chudoby.
Na druhou stranu ve studii laureát Nobelovy ceny Angus Deaton zmiňuje, že pandemie způsobila nárůst světové chudoby, nicméně nám to nic neříká o nerovnosti. Pokles příjmů na osobu byl obecně větší pro země, které byly v roce 2019 ekonomicky lépe situované, z části kvůli většímu počtu úmrtí na počet obyvatel a z části kvůli jiným ekonomickým škodám souvisejícím s pandemií. Pokud zemím přiložíme váhu v závislosti na počtu obyvatel, došlo v roce 2020 k mírnému nárůstu nerovnosti, zejména kvůli poklesu příjmů na osobu v Indii, bez které by se předtím stanovený sestupný trend nadále pokračoval. Mimořádně pozitivní zkušenost Číny stále fungovala jako vyrovnávací síla, takže bez Číny by byl nárůst vážené nerovnosti větší.

## Efekt bohatství
Efekt bohatství (z anglického "The Wealth Effect") je teorie v Behaviorální ekonomii, která tvrdí, že s rostoucí hodnotou majetku člověka roste tendence utrácet více peněz i přesto, že jejich příjem a fixní náklady zůstávají stejné. Tato teorie vychází z myšlenky, že vzestup hodnoty majetku, může mít psychologický vliv na chování spotřebitelů při utrácení, což vede k většímu sebevědomí a vyššímu výdajovému a nižšímu spořivému chování. Nicméně kritici tvrdí, že jiné faktory, jako jsou daně, domácí výdaje a trend zaměstnanosti mají větší vliv na spotřebitele než efekt bohatství. Teorie Efektu bohatství může být také aplikována na firmy. Ty mají tendenci zvyšovat své investice do kapitálu a zaměstnanců jako reakci na vzestup hodnoty majetku firmy.